# Grand Prix automobile d'Austin
Ne pas confondre avec le Grand Prix automobile du Texas disputé sur le Texas Motor Speedway.
Le Grand Prix automobile d'Austin (AutoNation IndyCar Challenge) est une épreuve de course automobile disputée sur le Circuit des Amériques (Austin, Texas) dans le cadre de l'IndyCar Series depuis 2019.

## Histoire
Le Grand Prix d'Austin fait pour la première fois son apparition au calendrier de l'Indycar en 2019. Les propriétaires du circuit souhait accueillir une épreuve de cette discipline depuis plusieurs années mais ont dû attendre un nouveau contrat entre l'Indycar et le Texas Motor Speedway, qui a abandonné la clause de non-compétition qui empêchait la tenue d'une autre épreuve dans le même état,.
Lors des qualifications, Will Power devient le premier poleman du Grand Prix d'Austin,.
La course est remportée par Colton Herta, qui, âgé de 18 ans, 11 mois et 23 jours, devient le plus jeune vainqueur d'un Grand Prix en Indycar.
Le circuit accueillant également une manche de Formule 1, il permet de comparer les temps au tour. Ils sont à l'avantage des Formule 1, plus rapides de 13 secondes.
Le Grand Prix d'Austin figure au calendrier 2020 de l'Indycar à la date du 26 avril mais annulé en raison de la Pandémie de Covid-19,.

## Palmarès
| Année | Date    | Pilote                                              | Écurie                                              | Châssis                                             | Moteur                                              | Distance                                            | Distance                                            | Temps                                               | Vitesse moyenne (km/h)                              | Résultats                                           |
| Année | Date    | Pilote                                              | Écurie                                              | Châssis                                             | Moteur                                              | Tours                                               | km                                                  | Temps                                               | Vitesse moyenne (km/h)                              | Résultats                                           |
| 2019  | 21 mars | Colton Herta                                        | Harding Steinbrenner Racing                         | Dallara                                             | Honda                                               | 60                                                  | 329,3                                               | 2 h 00 min 02 s                                     | 164,589                                             | Résultat                                            |
| 2020  | 26 avr. | Course annulée en raison de la Pandémie de Covid-19 | Course annulée en raison de la Pandémie de Covid-19 | Course annulée en raison de la Pandémie de Covid-19 | Course annulée en raison de la Pandémie de Covid-19 | Course annulée en raison de la Pandémie de Covid-19 | Course annulée en raison de la Pandémie de Covid-19 | Course annulée en raison de la Pandémie de Covid-19 | Course annulée en raison de la Pandémie de Covid-19 | Course annulée en raison de la Pandémie de Covid-19 |

## Palmarès des courses de support

### Indy Lights
| Saison | Date                                                | Vainqueur                                           | Écurie                                              | Châssis                                             | Moteur                                              |                                                     |                                                     |                                                     |                                                     |                                                     |
| 2019   | 23 mars                                             | Oliver Askew                                        | Andretti Autosport                                  | Dallara                                             | AER                                                 |                                                     |                                                     |                                                     |                                                     |                                                     |
| 2019   | 24 mars                                             | Oliver Askew                                        | Andretti Autosport                                  | Dallara                                             | AER                                                 |                                                     |                                                     |                                                     |                                                     |                                                     |
| 2020   | Course annulée en raison de la Pandémie de Covid-19 | Course annulée en raison de la Pandémie de Covid-19 | Course annulée en raison de la Pandémie de Covid-19 | Course annulée en raison de la Pandémie de Covid-19 | Course annulée en raison de la Pandémie de Covid-19 | Course annulée en raison de la Pandémie de Covid-19 | Course annulée en raison de la Pandémie de Covid-19 | Course annulée en raison de la Pandémie de Covid-19 | Course annulée en raison de la Pandémie de Covid-19 | Course annulée en raison de la Pandémie de Covid-19 |

### Stadium Super Trucks
| Saison | Date                                                | Vainqueur                                           |                                                     |                                                     |                                                     |                                                     |                                                     |                                                     |                                                     |                                                     |
| 2019   | 23 mars                                             | Blade Hildebrand                                    |                                                     |                                                     |                                                     |                                                     |                                                     |                                                     |                                                     |                                                     |
| 2019   | 24 mars                                             | Matthew Brabham                                     |                                                     |                                                     |                                                     |                                                     |                                                     |                                                     |                                                     |                                                     |
| 2020   | Course annulée en raison de la Pandémie de Covid-19 | Course annulée en raison de la Pandémie de Covid-19 | Course annulée en raison de la Pandémie de Covid-19 | Course annulée en raison de la Pandémie de Covid-19 | Course annulée en raison de la Pandémie de Covid-19 | Course annulée en raison de la Pandémie de Covid-19 | Course annulée en raison de la Pandémie de Covid-19 | Course annulée en raison de la Pandémie de Covid-19 | Course annulée en raison de la Pandémie de Covid-19 | Course annulée en raison de la Pandémie de Covid-19 |

### GT World Challenge America
| Saison | Date                                                | Vainqueur                                           |
| 2020   | Course annulée en raison de la Pandémie de Covid-19 | Course annulée en raison de la Pandémie de Covid-19 |